# Kocenko
Kocenko (Kłączyno Małe) (kaszb. Jezoro Kocenkò) – przepływowe jezioro wytopiskowe na Pojezierzu Kaszubskim w powiecie kartuskim (województwo pomorskie). Kocenko położone jest na północnozachodnim krańcu Kaszubskiego Parku Krajobrazowego w zespole jezior potęgowskich i znajduje się na trasie szlaku turystycznego  Kaszubskiego. Akwen jeziora jest objęty rezerwatem "Szczelina Lechicka".
Ogólna powierzchnia: 7,29 ha.